# 12. Unterseebootsflottille
La 12. Unterseebootsflottille était la 12e flottille de sous-marins allemands de la Kriegsmarine pendant la Seconde Guerre mondiale. Basée à Bordeaux, elle opéra de 1942 à 1944.

## Histoire
Formée à Bordeaux en France le 15 octobre 1942 comme flottille de combat (Frontflottille), elle est sous le commandement du korvettenkapitän Klaus Scholz.
Le premier U-Boot allemand qui arrive à la base sous-marine de Bordeaux est le U-178, le 9 janvier 1943.
À la flottille sont rattachés la plupart des U-Boote de capacité de longue distance, qui ont opéré dans l'Atlantique Sud et l'océan Indien.
Durant le mois d'août 1944, la plupart des U-Boote quittent leur base de Bordeaux pour Flensbourg. Les deux derniers bateaux à quitter Bordeaux sont l'U-534 et l'U-857, le 25 août 1944.
L'histoire de la flottille prend fin en août 1944, par sa dissolution. Le reste des hommes (environ 220) sous les ordres du ''Fregattenkapitän'' Klaus Scholtz tente de rentrer par voie terrestre en Allemagne, mais se retrouve le 11 septembre 1944 captif des forces américaines.
Pendant sa durée opérationnelle, la 12. Unterseebootsflottille a accompli 197 missions, et a coulé 97 navires pour un total de 526 976 tonneaux.

## Affectations
- octobre 1942 à août 1944: Bordeaux.

## Commandement
| Nom           | Grade            | Début        | Fin       |
| Klaus Scholtz | Fregattenkapitän | Octobre 1942 | Août 1944 |

## Unités
La flottille a reçu 46 unités durant son service, comprenant des U-boots de type VII F, de type IX D, de type X B et de type XIV.
Unités de la 12. Unterseebootsflottille:
- U-117, U-118, U-119, U-177, U-178, U-179, U-180, U-181, U-182, U-195, U-196, U-197, U-198, U-199
- U-200, U-219, U-220, U-233
- U-459, U-460, U-461, U-462, U-463, U-487, U-488, U-489, U-490
- U-847, U-848, U-849, U-850, U-851, U-852, U-859, U-860, U-861, U-862, U-863, U-871
- U-1059, U-1061, U-1062

Les sous-marins italiens suivants furent capturés après la capitulation italienne de septembre 1943 et affectés à la 12e flottille :
- UIT-22, UIT-23, UIT-24, UIT-25